# محاكم التفتيش البرتغالية
ديوان التحقيق البرتغالي (بالبرتغالية: Inquisição Portuguesa)، ويُعرف أيضًا في المصادر العربية باسم محاكم التفتيش البرتغالية هو ديوان أنشأه الملك جواو الثالث ملك البرتغال سنة 1536، وكان واحدًا من ثلاث محاكم تفتيش (دواوين تحقيق) نشأت في الكنيسة الكاثوليكية في أوروبا في العصور الوسطى، إلى جانب ديوان التحقيق الإسباني وديوان التحقيق الروماني.
نظمت محاكم التفتيش البرتغالية أول موكب أوتو دا في في البرتغال سنة 1540، وامتد نشاطها إلى المستعمرات البرتغالية، ومنها البرازيل والرأس الأخضر وغوا، وظلت تمارس تفتيشها في العقائد حتى سنة 1821. وقد أطلقت الحكومة البرتغالية في سنة 2007 مشروعًا يهدف إلى وضع جانب كبير من وثائق محاكم التفتيش البرتغالية المحفوظة حاليًا في دار المحفوظات الوطنية في توري دو تومبو على شبكة الإنترنت، لإتاحة الاطلاع عليها.

## التاريخ
يعدّ الهدف الرئيسي لمحاكم التفتيش البرتغالية هم أولئك الذين تحولوا من اليهودية إلى الكاثوليكية والكونفرسوس (المعروفين أيضًا باسم المسيحيين الجدد أو مارانوس)، الذين اشتبه بأنهم يهود متخفون. كان العديد من هؤلاء في الأصل من اليهود الإسبان الذين غادروا إسبانيا إلى البرتغال عندما أجبرت إسبانيا اليهود على اعتناق المسيحية أو المغادرة. يقدر عدد الضحايا بحوالي 40،000. تمت محاكمة الأشخاص من الأعراق والمعتقدات الأخرى، مثل الأفارقة الممارسين للأديان الأفريقية الشتات والفودو المهربين عبر تجارة الرقيق الأطلسي من مستعمرات وأقاليم الإمبراطورية البرتغالية، والذين سجنوا مع اتهامات بالهرطقة والشعوذة من قِبَل محاكم التفتيش البرتغالية.
مثلما هو الحال في إسبانيا، كانت محاكم التفتيش خاضعة لسلطة الملك، على الرغم من أن محاكم التفتيش البرتغالية مارست عمليًا درجة كبيرة من الاستقلال المؤسسي عن كل من التاج والبابوية مقارنة بنظيرتها الإسبانية. كان يرأسها محقق كبير أو محقق عام، يسميّه البابا ولكن يختاره الملك دائمًا من داخل أفراد العائلة المالكة. يقوم المحقق الكبير في وقت لاحق بترشيح محققين آخرين. في البرتغال، كان أول محقق كبير هو دي. ديوغو دا سيلفا، المعترف الشخصي بالملك يوحنا الثالث وأسقف سبتة. تبعه الكاردينال هنري، شقيق يوحنا الثالث، الذي أصبح فيما بعد ملكًا. ثمّة محاكم تفتيش أيضًا في لشبونة وكويمبرا وإفورا، ولفترة قصيرة (1541 حتى 1547) في بورتو وتومار ولاميغو.
عقدت أولى قوانين رسوم الإيمان (أوتو دا في) في البرتغال في عام 1540. مثل محاكم التفتيش الإسبانية، ركزت استبعاد على إدانة أولئك الذين تحولوا من ديانات أخرى (بأغلبية ساحقة من اليهودية) لكنهم لم يلتزموا بقيود الأرثوذكسية الكاثوليكية.
وسّعت محاكم التفتيش البرتغالية نطاق عملياتها من البرتغال إلى ممتلكات البرتغال الاستعمارية، بما في ذلك البرازيل والرأس الأخضر وغوا في الهند، حيث واصلت التحقيق في القضايا وإطلاق الأحكام بناءً على الانتهاكات المفترضة للكاثوليكية الرومانية الأرثوذكسية حتى عام 1821.
في ظل حكم يوحنا الثالث، امتد نشاط المحاكم ليشمل إدانة الكتب، بالإضافة إلى النظر في قضايا الكهانة والشعوذة والزواج المتعدد. تمثل هدف محاكم التفتيش في الأصل إلى المسائل الدينية، وكان لها تأثير على كل جانب من جوانب الحياة البرتغالية تقريبًا - السياسية والثقافية والاجتماعية.
هاجر العديد من المسيحيين الجدد من البرتغال إلى غوا في القرن الخامس عشر نتيجة بطش محاكم التفتيش في البرتغال. كانوا من اليهود والمسلمين المتخفين إلى جانب اليهود المعتنقين زورًا والمسلمين ممن كانوا يمارسون دياناتهم القديمة سرًا. تم اعتبار كلاهما تهديدًا أمنيًا للبرتغاليين، لأن اليهود يتمتعون بسمعة راسخة في أيبيريا لتوحيدهم مع المسلمين للإطاحة بالحكام المسيحيين. طلب المبشر اليسوعي فرنسيس كسفاريوس إنشاء محاكم التفتيش في غوا في رسالة مؤرخة 16 مايو عام 1546 إلى الملك يوحنا الثالث ملك البرتغال، من أجل التعامل مع المتحولين زورًا إلى الكاثوليكية. بدأت محاكم التفتيش في غوا في عام 1560. من بين 1582 شخصًا أدينوا بين عامي 1560 و 1623، أدين حوالي 45.2٪ بجرائم تتعلق باليهودية والإسلام.
حولت محاكم غوا انتباهها إلى الهندوس الذين تم تحويلهم زورًا إلى جانب غير المتحولين. قامت بمقاضاة الهندوس غير المتحولين الذين تجاوزا الحظر ضد الاحتفال العام بالطقوس الهندوسية، وأولئك الهندوس من غير المتحولين الذين تدخلوا في اعتناق الكاثوليكية. يكشف تجميع إحصائيات رسوم الإيمان (أوتو دا في) لمحاكم التفتيش في غوا منذ بدايتها 1560 حتى نهايتها في عام 1821 أن ما مجموعه 57 شخصًا قد أحرقوا و 64 آخرون تم حرقهم أيضًا باستخدام دمية (أي تمثال صغير يشبه الشخص). أدين جميع أولئك على أنهم زنادقة منتكسون أو بتهمة اللواط.
من بين الأهداف الرئيسية لمحاكم التفتيش كانت أيضًا التقاليد والحركات المسيحية البرتغالية التي لم يُنظر إليها على أنها أرثوذكسية. انتشر عيد الألفية والعيد الوطني لعبادة إمبراطورية الروح القدس، الذي يعود تاريخه إلى منتصف القرن الثالث عشر، في جميع أنحاء البر الرئيسي للبرتغال من ذلك الحين إلى القرن الرابع عشر. في القرون اللاحقة، انتشرت هذه الاحتفالات في جميع أنحاء جزر وإمبراطورية البرتغال الأطلسية إذ كانت الهدف الرئيسي للحظر والمراقبة من قِبَل محاكم التفتيش بعد أربعينيات القرن الخامس عشر حيث اختفى كل ذلك تقريبًا في البرتغال القارية والهند. هذا التقليد الروحي، الذي يمارسه حصريًا المسؤولون غير الدينيين والإخوان الشعبيون في العصور الوسطى وبعدها، لم يتم ترميمه إلا بعد النصف الثاني من القرن العشرين في بعض بلديات البر الرئيسي للبرتغال وبشكل شبه تدريجي. بحلول ذلك الوقت، باستثناء عدد قليل من التقاليد المحلية القديمة، خضعت جميعها لتحويلات وتغييرات كبيرة (في ما تبقى أو تم استعادته).
وفقًا للعيد التقليدي لإمبراطورية الروح القدس، الذي يُحتفل به في عيد العنصرة، فإن المستقبل، أي العمر الثالث سوف تحكمه إمبراطورية الروح القدس ويمثل حكم رهباني أو أخوي، في التسلسل الهرمي للكنيسة الكاثوليكية أي الوسطاء، وستكون الكنائس المنظمة غير ضرورية، وسيتحد الكفار مع المسيحيين بالإرادة الحرة. حتى القرن السادس عشر، كان هذا هو الاحتفال السنوي الرئيسي في معظم المدن البرتغالية الكبرى إلى جانب احتفالات متعددة في لشبونة (8) وبورتو (4) وكويمبرا (3). لا تتسامح الكنيسة ومحاكم التفتيش مع أي تقليد روحي شائع تمامًا بدون وساطة رجال الدين في ذلك الوقت، والأهم من ذلك، الاحتفال بوجود عصر مستقبلي غير ذلك من شأنه أن ينهي الكنيسة.
بقيت عبادة الروح القدس في جزر الأزور بين السكان المحليين وتحت الحماية التقليدية لوسام المسيح. لم تبسط محاكم التفتيش سلطتها بشكل فعال على الرغم من التقارير الواردة من السلطات الكنسية المحلية. خارج جزر الأزور، بقيت الطائفة على قيد الحياة في أجزاء كثيرة من البرازيل (إذ تأسست في القرن السادس عشر حتى القرن الثامن عشر) ويتم الاحتفال بها اليوم في جميع الولايات البرازيلية باستثناء ولايتين، وكذلك في مجموعات من المستوطنين البرتغاليين في أمريكا الشمالية (كندا والولايات المتحدة الأمريكية)، بشكل رئيسي بين أولئك الذين هم من أصل أزوري. تم سجن المتصوف الديني الأفريقي-برازيلي والعاهرة المستعبدة سابقًا، روزا إجيبسياكا، في كل من ريو دي جانيرو ولشبونة من قِبَل محاكم التفتيش. توفيت الأخيرة وهي تعمل في مطبخ محاكم التفتيش في لشبونة. كانت إجيبسياكا مؤلفة أول كتاب كتبته امرأة سوداء في البرازيل – بعنوان اللاهوت المقدس للحب الإلهي لأرواح الحجاج - وقد أوضحت بالتفصيل رؤاها ونبوءاتها الدينية ضمن كتابها هذا.
عُدّت حركات ومفاهيم السبستيانيزم والإمبراطورية الخامسة أحيانًا أهدافًا لمحاكم التفتيش (كان الاضطهاد الأكثر شدة للسباستيانيين خلال عهد سلالة الفيليبيين، على الرغم من استمراره إلى ما بعد ذلك)، وكلاهما يعتبر غير تقليدي وحتى أنه هرطقة. لكن الاستهداف كان متقطعًا وانتقائيًا لأن بعض الأشخاص المهمين (المرتبطين بهم) في المكتب المقدس (محاكم التفتيش) كانوا من السباستيانيين.
أدت المشاكل المالية للملك سيباستيان في عام 1577 إلى السماح بالمغادرة الحرة للمسيحيين الجدد وحظر مصادرة الممتلكات من قبل محاكم التفتيش لمدة 10 سنوات، وذلك مقابل مبلغ كبير من المال.
في عام 1649، حظر الملك يوحنا الرابع مصادرة الممتلكات من قِبَل محاكم التفتيش وحرمته روما أيضًا على الفور. تم سحب هذا القانون بالكامل فقط حوالي عام 1656، مع وفاة الملك.
من عام 1674 وحتى عام 1681 تم تعليق محاكم التفتيش في البرتغال: إلى جانب تعليق رسوم الإيمان ومن ثم تم توجيه المحققين بعدم فرض أحكام الاسترخاء أو المصادرة أو القوانين الثابتة. كان هذا عمل أنطونيو فييرا في روما لوضع حد لمحاكم التفتيش في البرتغال وإمبراطوريتها. كان فييرا قد حصل على اسم رسول البرازيل. بناءً على طلب البابا، أعد تقريرًا من مئتي صفحة عن محاكم التفتيش في البرتغال، ونتيجة لذلك، بعد تحقيق قضائي، أوقفه البابا إنوسنت الحادي عشر لمدة خمس سنوات (1676-81).
لطالما نظر أنطونيو فييرا إلى المسيحيين الجدد برأفة وحثّ الملك يوحنا الرابع، الذي عُرف بتأثيره ودعمه، ليس فقط لإلغاء المصادرة ولكن أيضًا لإزالة الفروق بينهم وبين المسيحيين القدامى. لكنه جعل لنفسه أعداء، وقامت محاكم التفتيش بعقابه بسهولة. تم إدانة كتاباته لصالح المظلومين باعتبارها «متهورة وفاضحة وخاطئة ومليئة بالهرطقة ومتكيفة جيدًا لإفساد الجاهلين». بعد ثلاث سنوات من السجن، تمت معاقبته في غرفة الجمهور في كويمبرا في 23 ديسمبر عام 1667. هذه التجرية قد زادت من تعاطفه مع ضحايا المكتب المقدس الذي شاركهم «سجون غير صحية» إذ كتب أن «خمسة من المسجونين تم وضعهم في زنزانة من تسعة إلى أحد عشر قدم حيث يأتي الضوء الوحيد من فتحة ضيقة بالقرب من السقف وحيث يتم تغيير الأوعية مرة واحدة فقط في الأسبوع إلى جانب رفض العزاء الروحي». ثم رفع صوته في ملجأ روما الآمن من أجل إغاثة المظلومين واصفًا في العديد من كتاباته «المكتب المقدس للبرتغال بأنه محكمة لم تعمل إلا على حرمان الرجال من ثرواتهم وشرفهم وحياتهم، بينما لم يتمكنوا من التمييز بين الذنب والبراءة؛ ومن المعروف أنها مقدسة بالاسم فقط، في حين أن أعمالها كانت عبارة عن قسوة وظلم، ولا تستحق أشخاصًا عقلانيين، على الرغم من أنها كانت تعلن دائمًا عن تفوقها».
في عامي 1773 و 1774، ألغت إصلاحات ماركيز دي يومبال نظام رسوم الإيمان (أوتو دا في) وأنهت قوانين ليمبيزا دي ساندري (نظافة الدم) وتمييزها ضد المسيحيين الجدد واليهود وجميع أحفادهم الذين تحولوا إلى المسيحية من أجل الهروب من محاكم التفتيش البرتغالية.
تم إنهاء محاكم التفتيش البرتغالية في عام 1821 على يد «الجمعية العامة الاستثنائية والتأسيسية للأمة البرتغالية».
في عام 2007، استهلت الحكومة البرتغالية مشروعًا لإتاحة جزء كبير من محفوظات محاكم التفتيش البرتغالية المودعة حاليًا في الأرشيف الوطنية البرتغالي.
في ديسمبر عام 2008، نشرت الجمعية التاريخية اليهودية في إنجلترا (جي إتش إس إي) قوائم محاكم التفتيش البرتغالية في مجلدين: المجلد الأول لشبونة 1540-1778؛ المجلد الثاني إيفورا 1542-1763 وغوا 1650-1653. كانت المخطوطات الأصلية، التي تم تجميعها في عام 1784 وعنوانها مجموعة الأخبار في مكتبة دوقات بالميلا وهي الآن في مكتبة المدرسة اللاهوتية اليهودية في نيويورك. نُشرت النصوص باللغة البرتغالية الأصلية، ونسخها وفهرسها جوي إل. أوكلي. تمثل هذه النصوص صورة فريدة لمجموعة كاملة من أنشطة محاكم التفتيش ومصدرًا أساسيًا للمؤرخين وعلماء الأنساب اليهود والبرتغاليين والبرازيليين.